# Diretório Cívico

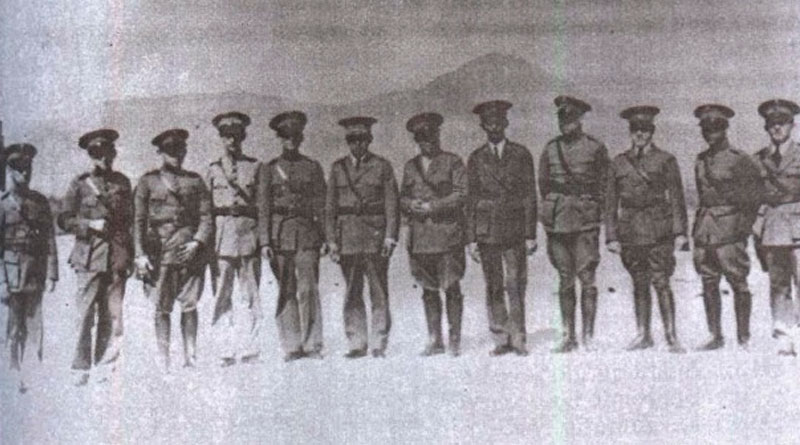
O Diretório Cívico de El Salvador em dezembro de 1931 após o golpe de Estado.

O Diretório Cívico (em castelhano:  Directorio Cívico) foi um grupo composto totalmente de militares que governou El Salvador, entre os dias 2 e 4 de dezembro de 1931. Essa junta governante deu início as posteriores presidências e ditaduras militares em El Salvador. Terminou seu governo quando foi entregue a presidência da nação salvadorenha ao vice-presidente Maximiliano Hernández Martínez, que logo iniciaria uma matança em 1932. O Diretório Cívico era composto por (segundo a organização militar que pertenciam):
Guarda Nacional
- Coronel Joaquín Valdés.
- Coronel Juan Vicente Vidal.

Primeiro Regimento de Infantaria
- Capitão Manuel Urbina.
- Capitão Visitación Antonio Pacheco.
- Tenente Joaquín Castro Canizales.

Primeiro Regimento de Artilharia
- Tenente Carlos Rodríguez.
- Sub-Tenente Julio Cañas.

Primeiro Regimento de Metralhadoras
- Sub-Tenente José Alonso Huezo.
- Sub-Tenente Miguel Hernández Saldaña.

Regimento de Cavalaria
- Sub-Tenente Héctor Montalvo.

Ministério da Guerra
- Coronel Osmín Aguirre y Salinas.

Aviação Militar
- Sub-Tenente Juan Ramón Munés.